# Premis literaris Sunday Times
Els Premis literaris Sunday Times són dos guardons, de ficció i de no ficció, atorgats pel diari sud-africà Sunday Times. Els premis són el Barry Ronge Fiction Prize, abans conegut com a Sunday Times Fiction Prize (2001–2014) i l'Alan Paton Award per obres de no ficció (1989-present).
El 2015 es va reestructurar el premi; a més, es va augmentar la dotació dels dos guardons, que va passar de 75.000 a 100.000 rands.